# Mopalia muscosa
Mopalia muscosa är en blötdjursart som först beskrevs av Gould 1846.  Mopalia muscosa ingår i släktet Mopalia och familjen Mopaliidae. Inga underarter finns listade i Catalogue of Life.